# Vijf Gebroeders (schip, 1904)
De Vijf Gebroeders behoort tot het varend erfgoed en is bekend geworden vanwege een bijzonder transport op 20 mei 1945. Op die dag arriveerden twee scheepjes, de 'Vijf Gebroeders' van Leen Dubbeldam en de 'Adriana' van Jan Hagenaar, vanuit Geertruidenberg in Giessendam en Hardinxveld. Ze vervoerden zo'n 13.000 broden dwars door de Biesbosch. Op die zondagmorgen kon dominee Johannes van der Poel van de Oud-Gereformeerde Gemeente in Giessendam na de zegen dat brood uitdelen. Na een winter vol ontberingen en voedseltekort was er die zondag een brood voor iedereen.  
De dominee was de drijvende kracht achter de voedselvoorziening in de laatste oorlogswinter, hij ging steeds opnieuw op voedsel uit vanuit Giessendam naar het Land van Altena en de Bommelerwaard. Net na de bevrijding in mei 1945 wist hij in de omgeving van Tilburg 20 ton tarwe en 10 ton gerst op de kop te tikken. Maar het bakken van brood bleek in Giessendam en Hardinxveld lastig vanwege een tekort aan brandstof. Via de burgemeester van Geertruidenberg werden daar de bakkers gevraagd om het brood te bakken voor de dorpen in de Alblasserwaard. In de nacht van 19 op 20 mei hebben acht, negen bakkers in het stadje van die tarwe en gerst maar liefst 13.000 broden gebakken.
Hoe dominee Johannes van der Poel aan de gerst en de tarwe kwam is onbekend gebleven. Voor zijn inzet heeft hij later een bronzen penning gekregen van de gemeente.

## Tegeltableau en monument
Ter gedachtenis aan de gebeurtenis zijn twee kunstwerken vervaardigd:
- een Delfts blauw tegeltableau in museum De Roos in Geertruidenberg, waarop is te lezen dat het in december 1945 geschonken is aan de burgerij van Geertruidenberg door de gemeenten Hardinxveld en Giessendam ‘voor de daadwerkelijke hulp betoond in de hongerdagen van mei 1945’.
- een monument, dat is uitgevoerd in cortenstaal, in de tuin van het Biesbosch MuseumEiland. Op het monument is een QR-code aangebracht die na scannen het verhaal vertelt. Het monument herinnert aan het bijzondere verhaal uit de hongerdagen van de dorpen Giessendam en Hardinxveld in mei 1945. De tekst is overgenomen uit het boek ‘De Biesbosch in de Tweede Wereldoorlog’ van Leen Fijnekam en Alfons van Bokhorst.[2]

## Geschiedenis
Het schip werd in 1904 gebouwd door Scheepswerf 'De Vooruitgang' van D. Boot in Gouwsluis voor Herbert Brouwer te Alblasserdam als stalen paviljoenboeier met brandmerk 1699 Dord 1905. Na te zijn doorverkocht kwam het weer in bezit van Scheepswerf 'De Industrie', Alphen aan den Rijn, die het op 30 maart 1928 door scheepsmeter Jacobus Adrianus Vermeulen voor Willem Karel Davinus van Staveren uit Nieuwesluis die gaf de motorpaviljoentjalk brandmerk 1028 B Dordt 1928 met de naam 'Drie Gebroeders'. Leendert Dubbeldam kocht het schip op 16 november 1940 en noemde het de 'Vijf Gebroeders', hij had 5 zonen. Het schip heeft later na de verkoop aan graanhandelaar Neef nog een poos op de kant gestaan bij veevoerbedrijf Neven.
Naar verluidt is het schip later omgebouwd voor de pleziervaart, de huidige eigenaar is onbekend. 

## Liggers Scheepmetingsdienst[4]
| Meetnummer | District en volgnr. | Meetdatum         | Meetplaats        | Lengte [m] | Breedte [m] | Inzinking [m] | Waterverplaatsing [ton] | Naam               | Eigenaar        | Domicilie    |
| ---------- | ------------------- | ----------------- | ----------------- | ---------- | ----------- | ------------- | ----------------------- | ------------------ | --------------- | ------------ |
| Ga161N     | Gouda               | 25 oktober 1904   | Gouwsluis         | 16,96      | 4,13        | –             | 53,706                  | DE JONGE ARIE      | Herbert Brouwer | Alblasserdam |
|            |                     | 29 juli 1920      | Rotterdam         | 17,03      |             |               | 51,813                  | DE DRIE GEBROEDERS | J. Korsman      | Dordrecht    |
| Ga2757N    | Gouda Meetdatum:    | 20 september 1932 | Gouda             | 17,06      | 4,13        | –             | 52,744                  | VIER GEBROEDERS    | –               |              |
| R12626N    | Rotterdam           | 9 december 1940   | Boven-Hardinxveld | 17,05      | 4,13        | 1,42          | 51,577                  | VIJF GEBROEDERS    | L. Dubbeldam    | Giessendam   |